# Pep Muñoz Zoyo
Pep Muñoz Zoyo   (Terrassa, 2 d'agost de 1979) és un entrenador de futbol català que actualment entrena el Preah Khan Reach Svay Rieng FC de la primera divisió de Cambodja.

## Trajectòria
Pep Muñoz va iniciar la seva carrera com a preparador físic de la Unió Esportiva Lleida del 2004 al 2006, i del 2008 al 2011 en va dirigir l'equip juvenil. El juliol de 2011, va incorporar-se a La Masia com a segon entrenador de Jordi Vinyals a l'equip juvenil del FC Barcelona, on va treballar fins al febrer de 2015 aconseguint el títol de la Lliga Juvenil de la UEFA 2013-14. El 9 de febrer del 2015, va convertir-se en el segon entrenador del Futbol Club Barcelona Atlètic, quan Jordi Vinyals es va fer càrrec del filial blaugrana, després de la marxa d'Eusebio Sacristán.
El 20 de desembre de 2015, també va ser el segon entrenador del Qingdao Huanghai de la Xina League One, acompanyant Jordi Vinyals. El 18 de gener de 2019, va abandonar el Qingdao Huanghai i va signar amb el Shandong Luneng com a entrenador assistent de Xiaopeng Li. El 24 de gener de 2022 va ser nomenat entrenador assistent de la Selecció de futbol de la Xina fins al 31 de gener de 2023, formant part dels cossos tècnics de Xiaopeng Li, Li Tie i Aleksandar Janković.